# Kleppestø
Kleppestø este o localitate din comuna Askøy, provincia Hordaland, Norvegia.